# Nami
Nami (ナミ) er en fiktiv karakter i mangaen og animeen One Piece af Eiichiro Oda. Hun er Stråhat-piraternes navigatør, og hendes drøm er at tegne et kort over hele verden.

## Personlighed og optræden
Nami er den første pige i besætningen. Hun var den anden person, som Luffy mødte på sin rejse, og derfor blev hun den tredje, der slog sig til Stråhattene, selvom hun først officielt slutter sig til dem efter Arlong bliver besjeret, hvilket gør hende til femte. Selvom hun hadede sørøvere overalt i verden, valgte hun selv at blive pirat, fordi Stråhattene havde hjulpet hende med at redde hendes landsby. I Luffys besætning er hendes vigtigste rolle navigatør, men hun er også bandens mestertyv.
Nami har ingen djævlekræfter, men hun kan forudsige og styre vejret; f.eks kan hun mærke, når der er en storm på vej og kan dirigere skibet uden om malstrømme. Dette er meget nyttigt, da Grand Line ellers er et uforudsigeligt hav, hvor alt kan ske. Ud over sit utrolige navigationstalent er Nami også meget intelligent. Hun regner næsten altid folks virkelige intentioner ud og har som navigatør også et godt tag på matematik.
Folk bliver tit forbløffede over, hvor hurtigt hun gennemskuer dem eller andre, og hun bliver i Davy Back Fight kaldt følelseskold og samvittighedsfri, hvilket, på trods af hendes protester, kan være sandt. Siden hun har så let ved at læse andre mennesker, kan hun uden problemer snyde alle. Hun spiller i disse tilfælde ofte på sin kvindelighed, meget til hendes succes. Nami er som sagt også en mestertyv, hvilket er meget nyttigt i en sørøverbande. Hun formår tit at snuppe småting på andre, uden at nogen som helst opdager det og kan bagefter begejstre de andre Stråhatte med sine små 'fund'.
Selvom hun er mestertyv, nøjes hun dog med at købe ting i stedet for at stjæle dem. Nami er besætningens supershopper, og derfor er hun nærig, når det kommer at låne penge ud, for er der noget, Nami elsker, er det penge. Hun sætter altid tårnhøje renter på sine lån, selvom det er hendes venner.Når det en sjælden gang lykkes Stråhattene at få fat i en skat, kommer hendes grådighed helt til syne, og så bliver hun meget let at gennemskue. Besætningen kan også altid lokke hende med en skat for at få hende ud på et eventyr.
Selvom Nami til tider er følelseskold, er hun også ofte sød. Hun holder meget af Stråhattene og er god til at byde nye medlemmer velkommen, f.eks. Chopper og Vivi. Hun har tillid til hver og én af besætningen og vil gøre alt for dem, fordi de har gjort så meget for hende. I Alabasta kæmper hun f.eks. mod den langt overlegne Miss Doublefinger for Vivis skyld. Besætningen ved ligeledes, hvor de har hende i kaotiske situationer. Hun er om muligt også den af Stråhattene, som Luffy har mest tillid til, da hun som regel holder hans hat, når han skal slås. Selvom Nami nogle gange gør uforudsigelige ting i kaotiske situationer, er de altid velovervejede og har et bestemt formål.
Hun forstår ikke altid drengenes handlinger og stolthed, når de skal i slåskamp, men stoler på deres valg, fordi hun har tillid til dem. Alle i besætningen kan lide hende, selvom hun kan koste nok så meget rundt med dem også. Hun er meget temperamentsfuld, og ofte giver hun dem et par på hovedet, når de ikke hører efter. Den eneste, hun ikke har banket, er Nico Robin, men ellers er hun ligeglad med, om hun slår en prinsesse som Vivi eller sin egen kaptajn.
Robin og Nami er på sin vis meget ens, da de begge er enormt intelligente. Robin siger tit de rigtige ting til Nami og kan få hende til at se tingene fra nye sider. Sanji har også kastet sin kærlighed på begge piger, dog mest på Nami, som udnytter det. Kommer Sanji for tæt på, bliver han slået ligesom alle de andre, men det gør ham vist bare endnu mere forelsket i hende.

## Fortid
Namis fødeby blev invaderet af pirater, og der var stor kamp. Den unge mariner Bellemere, som før sin marinetid havde været en rebel i sin fødeby, var en af de få overlevende, da kampene havde lagt sig. I flammerne kom en lille pige, Nojiko, gående med et spædbarn, Nami, i armene, og Bellemere blev rørt over, at et spædbarn kunne grine til hende i denne situation. Hun tog de to piger med sig hjem, og efter nogle dage på havet nåede de endelig frem til hendes by. De små piger var blevet syge og blev reddet af landsbyens læge. Bellemere besluttede sig for at slå sig ned, holde sig roligt fremover og adoptere pigerne, selvom alle de andre landsbyboere bad hende om at sende dem på børnehjem.
Nogle år senere var pigerne begyndt at minde meget om Bellemere. De var en fattig familie og havde ikke råd til f.eks. bøger, Namis store interesse, så derfor stjal Nami dem fra boghandlen, men blev altid opdaget og båret hjem af landsbyens politibetjent, Genzo. Bellemere tog det aldrig så tungt, men en dag blev Nami rasende, fordi hun ikke kunne gå i nyt tøj og få lækker mad. Her afslørede hun for Nojiko, at den lille familie ikke var blodsbeslægtede, og hun sagde, at hun hellere ville have været adopteret af en rig dame. Bellemere gav hende en lussing, og Nami løb sin vej.
Hun løb hen til politistationen, og så fortalte Genzo om den dag, Bellemere var kommet hjem med de to piger. Nojiko kom og hentede hende og sagde, at Bellemere ikke var sur på hende længere og var i gang med at lave et stort måltid. I mellemtiden ankom en flok pirater, Arlongs bande, og gik i gang med at invadere byen. De slog alle ihjel, der ikke ville betale dem en stor tribut månedligt – 100.000 dubloner pr. voksen og 50.000 dubloner pr. barn. Da Bellemeres hus lå lidt udenfor byen, havde de endnu ikke set det, og imens blev Nami og Nojiko bedt om at forlade øen for deres egen sikkerheds skyld. Arlong fik dog øje på røgen fra husets skorsten, og han og hans pirater gik til angreb på hendes hus. Bellemere gjorde sig parat til at kæmpe imod, men blev hurtigt overmandet. Resten af byen kom til hendes hjælp og sagde til Arlong, at der kun var hende i denne familie, så hun kun skulle betale for én person.
Bellemere benægtede, at de to små piger ikke var hendes døtre, og pigerne kom frem fra deres gemmested. Hun lavede en aftale med Arlong om, at de 100.000 dubloner, hun havde, gik til pigernes sikkerhed frem for hendes egen, og at Arlong ikke måtte lægge en finger på dem. Arlong tog imod tilbuddet og skød Bellemere for øjnene af Nami og Nojiko samt hele landsbyen. Landsbyfolkene gik til angreb, men blev enten dræbt eller hårdt såret af fiskemændene. En af Arlongs mænd, Hatchan, opdagede Namis kort, og de besluttede sig for at tage hende med sig, så hun kunne tegne kort over alle de have, de ville overtage. Nami blev mod sin vilje slæbt med, og ingen kunne gøre noget.
Arlongs bande slog sig ned i landsbyen, og nogle få dage senere besluttede landsbyfolkene at gøre oprør. Men lige som de skulle til at gå til Arlong Park (navnet på Arlongs nye fæstning), dukkede Nami op. Hun fortalte, at hun ikke ville reddes, for hun havde det godt hos Arlong, som gav hende penge. Landsbyfolkene blev vrede på hende; de syntes, at hun var en forræder, og de bad hende om at forsvinde og aldrig vende tilbage. De havde mistanke om, at hun ikke havde sluttet til Arlong med sin egen gode vilje.
Nami havde nemlig lavet en aftale med Arlong om, at hun kunne købe landsbyen fri, hvis hun bragte 100.000.000 dubloner, og Arlong gik med på, fordi han var sikker på, at det ville tage mange år. Hun kunne også få lov at slippe fri, når hun havde tegnet et kort over hele verden, så hun blev lukket inde på et lille værelse, hvor hun hele dagen skulle tegne kort. Var kortene ikke gode nok, fik hun en lussing. For at kunne få råd til at købe byen fri blev Nami også nødt til at stjæle penge udefra. Hun snød sørøverbander for at få fat i deres skatte, som hun gemte i Bellemeres gamle have. Hun havde også planer om at snyde Luffy, men han fik hende snart befriet fra Arlong

## Angreb og kampteknik
Nami var indtil Alabasta-sagaen ikke særlig stærk i kamp og kunne kun slås en smule med en simpel stav, men på et tidspunkt udviklede Usopp et våben til hende, fordi hun gerne ville hjælpe Vivi i den kommende kamp. Det nye våben var en såkaldt "klimastok" – en mere teknisk udgave af hendes gamle stav. Det kan producere bobler med forskellige temperaturer, og Nami kan derefter bruge sin meteorologividen til at producere lyn, vindstød, luftspejlinger og andre vejrfænomener. Klimastokken har også en masse andre løjerlige funktioner, som dog ikke kan bruges i kamp.